# Спартак-Телеком
«Спарта́к-Телеко́м» — российский футбольный клуб из Шуи. Выступал также под названиями «Темп» (до 1991) и «Аквариус» (1992—1995). Прекратил существование после сезона 2003 года. В результате объединения «Спартака-Телеком» и «Текстильщика» (Иваново) был создан ФК «Текстильщик-Телеком» (с 2008 г. вновь именуемый «Текстильщик»).

## История
В советское время участвовал в областных соревнованиях, а также (не на постоянной основе) в турнирах СССР и РСФСР среди КФК. В 1993—1997 гг. выступал в Первенстве КФК. Победитель МРО Золотое кольцо 1996 и 1997 годов, в 1997 году занял 2-е место на финальном турнире первенства КФК.
Лучшее достижение в первенстве России — 9 место во Втором дивизионе в 2000 и 2002 годах.
Позже команда «Спартак-Телеком» участвовала в чемпионате (чемпион 2012 и серебряный призёр 2013) и кубке Ивановской области. Некоторое время команда носила название «Текстильщик-Телеком-2», «Олимпия» и «Спартак-Текстильщик».

## Результаты выступлений

### КФК
| Сезон | Зона                    | Место   | И  | В  | Н | П  | М     | Кубок            |
| ----- | ----------------------- | ------- | -- | -- | - | -- | ----- | ---------------- |
| 1993  | Центр В                 | 4 из 12 | 22 | 12 | 6 | 4  | 43-21 | 1/4 КФК в зоне 4 |
| 1994  | Центр Б                 | 5 из 12 | 22 | 12 | 5 | 5  | 34-22 | 1/4 КФК в зоне 3 |
| 1995  | Золотое кольцо          | 8 из 9  | 16 | 4  | 1 | 11 | 19-26 | —                |
| 1996  | Золотое кольцо          | 1 из 11 | 20 | 15 | 4 | 1  | 46-14 | —                |
| 1996  | финал. турнир, группа Б | 5 из 5  | 4  | 1  | 1 | 2  | 5-7   | —                |
| 1997  | Золотое кольцо          | 1 из 10 | 18 | 13 | 4 | 1  | 40-8  | —                |
| 1997  | финал. турнир, группа Б | 2 из 10 | 5  | 3  | 0 | 2  | 8-5   | —                |

### ПФЛ — Второй дивизион
| Сезон | Зона     | Место    | И  | В  | Н  | П  | М     | О  | Кубок |
| ----- | -------- | -------- | -- | -- | -- | -- | ----- | -- | ----- |
| 1998  | Поволжье | 12 из 19 | 36 | 14 | 10 | 12 | 36-35 | 52 | 1/32  |
| 1999  | Центр    | 11 из 19 | 36 | 13 | 9  | 14 | 32-35 | 48 | 1/128 |
| 2000  | Центр    | 9 из 20  | 38 | 14 | 12 | 12 | 38-30 | 54 | 1/256 |
| 2001  | Запад    | 12 из 20 | 38 | 12 | 12 | 14 | 45-53 | 48 | 1/64  |
| 2002  | Запад    | 9 из 20  | 38 | 16 | 9  | 13 | 48-42 | 57 | 1/256 |
| 2003  | Запад    | 15 из 19 | 36 | 10 | 11 | 15 | 26-38 | 41 | 1/128 |

### ЛФЛ
| Сезон | Зона           | Место    | И  | В | Н | П  | М     | О  | Кубок                         |
| ----- | -------------- | -------- | -- | - | - | -- | ----- | -- | ----------------------------- |
| 2004  | Золотое кольцо | 13 из 15 | 28 | 5 | 7 | 16 | 33-45 | 22 | 1/8, «Золотое кольцо»         |
| 2005  | Золотое кольцо | 9 из 13  | 24 | 6 | 5 | 13 | 21-50 | 23 | груп. (1/4), «Золотое кольцо» |

Примечание. В 2004 году в ЛФЛ принимала участие команда «Текстильщик-Телеком-2» (Иваново), в 2005 году – «Текстильщик-Телеком-2» (Шуя).